# Димитровград (Русија)
Димитровград град је у Русији у Уљановској области. Према попису становништва из 2010. у граду је живело 122.549 становника.

## Становништво
Према прелиминарним подацима са пописа, у граду је 2010. живело 122.549 становника, 8.322 (6,36%) мање него 2002.
| 1939.  | 1959.  | 1970.  | 1979.   | 1989.   | 2002.   | 2010.   |
| ------ | ------ | ------ | ------- | ------- | ------- | ------- |
| 32.485 | 50.696 | 81.350 | 105.958 | 123.570 | 130.871 | 122.580 |